# 完颜讹出 (参知政事)
完颜讹出（?—?），又称内族讹出，金朝末年大臣。
天兴元年（1232年）十月，金哀宗以完颜白撒为平章政事、权枢密使、兼右副元帅；完颜赛不为右丞相、枢密使、兼左副元帅；完颜讹出右副元帅、兼枢密副使、权参知政事；李蹊兵部尚书、权尚书左丞；徒单百家元帅左监军、行总帅府事。金哀宗想要以官奴为马军帅，高显为步军帅，刘益为副帅。完颜讹出大骂：“汝辈把锄不知高下，国家大事，也敢承命！”官奴说：“如果将相能办成，何至使唤我辈。”民间哄传皇帝要带皇太后及后妃往归德府，军士家属留后。金哀宗听说後，召完颜赛不、完颜合周、完颜讹出、乌古孙卜吉、完颜正夫商议，余人不参预。十二月初十，金哀宗逃离汴京，任命扈从及守京城官，以完颜赛不、完颜白撒、完颜讹出，李蹊、徒单百家等率诸军扈从。次年四月，有人在御路上投匿名书：“副枢赤盞合喜、总帅撒合、参政完颜讹出都是国贼，朝廷不杀，众军将他们杀死，为国除害。”撒合饮药而死，讹出称病不出，赤盏合喜坦然无事，军国之事尽决于合喜。